# Vélo d'Or
Vélo d'Or (česky Zlaté kolo) je cyklistické ocenění založené v roce 1992 francouzským cyklistickým magazínem Vélo Magazine. Toto ocenění je každoročně udělováno silničnímu cyklistovi, jehož výsledky za uplynulou sezónu jsou považovány za nejlepší z celého pelotonu. Od roku 2022 má toto ocenění i ženskou kategorii.
Lance Armstrong původně vyhrál Vélo d'Or pětkrát za svou kariéru, ale jeho výsledky byly anulovány poté, co mu USADA odebrala všech jeho 7 vítězství na Tour de France kvůli dopingu. V těchto letech nebylo ocenění uděleno nikomu, ani druhému závodníkovi v pořadí. Alberto Contador, čtyřnásobný držitel ocenění, drží rekord pro nejvíce vítězství.
Pro francouzské závodníky existuje oddělené ocenění Vélo d'Or français.

## Seznam vítězů

### Muži
| Rok  | Vítěz                    | Druhý                      | Třetí                    |
| ---- | ------------------------ | -------------------------- | ------------------------ |
| 1992 | Miguel Indurain (ESP)    | Tony Rominger (SUI)        | Claudio Chiappucci (ITA) |
| 1993 | Miguel Indurain (ESP)    | Maurizio Fondriest (ITA)   | Tony Rominger (SUI)      |
| 1994 | Tony Rominger (SUI)      | Miguel Indurain (ESP)      | Jevgenij Berzin (RUS)    |
| 1995 | Laurent Jalabert (FRA)   | Miguel Indurain (ESP)      | Abraham Olano (ESP)      |
| 1996 | Johan Museeuw (BEL)      | Bjarne Riis (DEN)          | Alex Zülle (SUI)         |
| 1997 | Jan Ullrich (GER)        | Laurent Jalabert (FRA)     | Marco Pantani (ITA)      |
| 1998 | Marco Pantani (ITA)      | Michele Bartoli (ITA)      | Lance Armstrong (USA)    |
| 1999 | Lance Armstrong (USA)    | Jan Ullrich (GER)          | Andrej Čmil (BEL)        |
| 2000 | Lance Armstrong (USA)    | Erik Zabel (GER)           | Jan Ullrich (GER)        |
| 2001 | Lance Armstrong (USA)    | Erik Zabel (GER)           | Erik Dekker (NED)        |
| 2002 | Mario Cipollini (ITA)    | Lance Armstrong (USA)      | Paolo Bettini (ITA)      |
| 2003 | Lance Armstrong (USA)    | Paolo Bettini (ITA)        | Alexandr Vinokurov (KAZ) |
| 2004 | Lance Armstrong (USA)    | Damiano Cunego (ITA)       | Óscar Freire (ESP)       |
| 2005 | Tom Boonen (BEL)         | Lance Armstrong (USA)      | Danilo Di Luca (ITA)     |
| 2006 | Paolo Bettini (ITA)      | Alejandro Valverde (ESP)   | Fabian Cancellara (SUI)  |
| 2007 | Alberto Contador (ESP)   | Fabian Cancellara (SUI)    | Paolo Bettini (ITA)      |
| 2008 | Alberto Contador (ESP)   | Fabian Cancellara (SUI)    | Carlos Sastre (ESP)      |
| 2009 | Alberto Contador (ESP)   | Mark Cavendish (GBR)       | Fabian Cancellara (SUI)  |
| 2010 | Fabian Cancellara (SUI)  | Alberto Contador (ESP)     | Andy Schleck (LUX)       |
| 2011 | Philippe Gilbert (BEL)   | Cadel Evans (AUS)          | Mark Cavendish (GBR)     |
| 2012 | Bradley Wiggins (GBR)    | Tom Boonen (BEL)           | Joaquim Rodríguez (ESP)  |
| 2013 | Chris Froome (GBR)       | Vincenzo Nibali (ITA)      | Peter Sagan (SVK)        |
| 2014 | Alberto Contador (ESP)   | Vincenzo Nibali (ITA)      | Alejandro Valverde (ESP) |
| 2015 | Chris Froome (GBR)       | Peter Sagan (SVK)          | Fabio Aru (ITA)          |
| 2016 | Peter Sagan (SVK)        | Chris Froome (GBR)         | Nairo Quintana (COL)     |
| 2017 | Chris Froome (GBR)       | Tom Dumoulin (NED)         | Peter Sagan (SVK)        |
| 2018 | Alejandro Valverde (ESP) | Geraint Thomas (GBR)       | Julian Alaphilippe (FRA) |
| 2019 | Julian Alaphilippe (FRA) | Egan Bernal (COL)          | Primož Roglič (SLO)      |
| 2020 | Primož Roglič (SLO)      | Tadej Pogačar (SLO)        | Wout van Aert (BEL)      |
| 2021 | Tadej Pogačar (SLO)      | Primož Roglič (SLO)        | Wout van Aert (BEL)      |
| 2022 | Remco Evenepoel (BEL)    | Wout van Aert (BEL)        | Tadej Pogačar (SLO)      |
| 2023 | Jonas Vingegaard (DEN)   | Mathieu van der Poel (NED) | Tadej Pogačar (SLO)      |

### Ženy
| Rok  | Vítězka                       | Druhá               | Třetí                              |
| ---- | ----------------------------- | ------------------- | ---------------------------------- |
| 2022 | Annemiek van Vleutenová (NED) | Lotte Kopecká (BEL) | Pauline Ferrandová-Prévotová (FRA) |
| 2023 | Demi Volleringová (NED)       | Lotte Kopecká (BEL) | Annemiek van Vleutenová (NED)      |